# 弗拉迪斯拉夫·拉林
弗拉迪斯拉夫·弗拉基米羅維奇·拉林（俄语：Владислав Владимирович Ларин，1995年10月7日—）是一名俄羅斯男子跆拳道運動員。他曾經獲得2019年世界跆拳道錦標賽男子87公斤級金牌。

## 外部連結
- TaekwondoData.com （页面存档备份，存于）